# راندي ديكسون
راندي ديكسون (بالإنجليزية: Randy Dixon)‏ هو لاعب كرة قدم أمريكية أمريكي، ولد في 12 مارس 1965 في كلوستون في الولايات المتحدة.

## وصلات خارجية
- راندي ديكسون على موقع مرجع كرة القدم المحترفة.كوم (الإنجليزية)